# یانینا کلیمکیه‌ویچ
یانینا کلیمکیه‌ویچ (لهستانی: Janina Klimkiewicz؛ ‏ ۱۵ فوریهٔ ۱۸۹۱ – ۳۰ دسامبر ۱۹۵۹) بازیگر اهل لهستان بود.
از فیلم‌ها یا مجموعه‌های تلویزیونی که وی در آن‌ها نقش داشته است، می‌توان به پان تادئوش اشاره نمود.